# Mokowe
Mokowe è un insediamento keniano posto nella Contea di Lamu.

## Posizione
Si trova sulla Garsen–Witu–Lamu Highway, circa 120 km a est di Garsen. È l'ultima città prima di Mokowe Jetty, a circa 3,5 km di distanza, da cui partono le navi per l'isola di Lamu e il resto dell'arcipelago di Lamu.

## Composizione cittadina
L'insediamento possiede un centro medico (il Mokowe Health Centre), un ufficio postale, una stazione di polizia, una filiale della Kenya Commercial Bank e una filiale della Postbank Kenya.